# Einar Rose
Einar Wilhelm Böckmann Rose, född 27 januari 1898 i Kristiania (nuvarande Oslo), död 3 februari 1979 i Frogn, var en norsk skådespelare, sångare och regissör. Han var under sin tid en av norsk revys och populärmusiks främsta personer.

## Biografi
Rose föddes på Normannsgata 5 på Kampen. I unga år arbetade han som godisförsäljare på Kongshavn bad och Dovrehallen. Han var också statist på friluftsscenen på Norsk Folkemuseum. Han debuterade som solist 1925 i revyn Regnbuen på Mayol. År 1926 engagerades han vid Chat Noir och debuterade där i Arne Svendsens revyfars Det nakne faktum. Han fick samma år sitt genombrott i revyn Kjør for det!. Med revyn Piger etablerade han sig som tidens stora revystjärna. I föreställningen framförde han "Svigermor og Evensen og kjerringa og jeg" som också blev hans grammofonskivedebut 1927. De första åren växlade Rose mellan fars, operett och revy och var i stort sett fast stationerad vid Chat Noir. Mellan 1934 och 1935 hade han tillsammans med Victor Bernau egen revy på Scala.
År 1936 regidebuterade Rose med revyn Varsko her! och från 1937 var han konstnärlig ledare för Chat Noir. År 1937 öppnade han etablissemanget Rosekjelleren i källaren under och bakom Chat Noir. Under de följande åren växlade han mellan regi och konstnärligt ansvar på Chat Noir och uppträdanden med sin musikgrupp Hurragutta på Rosekjelleren.
Vid sidan av teatern var Rose en av tidens flitigaste grammofonartister med över 300 inspelningar 1927–1941. Han blev på dessa ofta ackompanjerad av sin egen grupp Hurragutta. Många tidiga inspelningar gjordes i Berlin och kännetecknades av romantik där Roses skönsång kom väl till pass. Bland de romantiska sångerna kan nämnas "Pike fortell meg et eventyr" och "Mon Ami (Det er ingen som deg)". Tillsammans med Steinar Jøraandstad och Tore Foss ingick han i trion The Black Cat Singers som medverkade till att introducera tidens amerikanska jazzmelodier. Roses grammofonkarriär blomstrade under hela mellankrigstiden. En av sina sista framgångar fick han med "Tante Pose-vals" 1940. År 1959 lät Rose göra nyinspelningar av några av sina mest kända visor, arrangerade som de lät i Rosekjelleren. År 1960 framfördes "Bestefarsvalsen" i norsk TV vilket gjorde sången populär igen. I samband med Roses 70-årsdag 1968 samlades nyinspelningarna på LP:n Landskampen. År 1973 utkom Rose med en LP:n Sol ute, sol inne.
Under 1950- och 1960-talen var Rose aktiv som "societetsreporter" i Aftenposten. Han bidrag där finns bevarade i artikelsamlingen Ingen rose uten torner samt i självbiografin Rose-boka.
År 2001 blev Rose frimärksmotiv i Norge som en del av en serie porträtt av revykonstnärer.

## Familj
Rose var son till typograf Jacob Rose (1871–1939) och Anna Benedicte Böckmann (1868–1953). Han var gift med Irene Lium (1907–1989).

## Filmografi
- 1926 – Vägarnas kung
- 1933 – I kongens klær